# اشلی مدکوی
اشلی مدکوی (به انگلیسی: Ashley Madekwe) (زاده ۶ دسامبر ۱۹۸۳) بازیگر انگلیسی است.
از فیلم‌های معروف او می‌توان به بازی در مجموعه تلویزیونی انتقام و همینطور [Salem] اشاره کرد.